# Cappuccino
Cappuccino (phát âm tiếng Ý: [kapputˈtʃino]; đọc như ca-pu-chi-nô) là thức uống có nguồn gốc từ Ý gồm cà phê và sữa khuấy bông (steamed milk).
Ở Ý, quốc gia mà đồ uống này phổ biến nhất, theo truyền thống, được thưởng thức vào buổi sáng, vào bữa sáng hoặc sau đó, không bao giờ trong bữa ăn.

## Định nghĩa
Bên ngoài nước Ý, cappuccino là một thức uống cà phê mà ngày nay thường bao gồm một tách espresso và sữa nóng, với bề mặt được phủ một lớp sữa có bọt. Cappuccino thường được pha chế bằng máy pha cà phê espresso.
Cà phê espresso được đổ vào đáy cốc, tiếp theo là một lượng sữa nóng tương tự, được chuẩn bị bằng cách làm nóng và tạo kết cấu sữa bằng vòi hơi của máy pha cà phê espresso. Phần ba trên cùng của thức uống bao gồm bọt sữa; bọt này có thể được trang trí bằng các hình vẽ nghệ thuật được làm bằng cùng một loại sữa, được gọi là  nghệ thuật pha cà phê .
Trong một tách cà phê cappuccino truyền thống, được phục vụ ở Châu Âu và nghệ nhân trong quán cà phê (coffee house) ở Hoa Kỳ, tổng số espresso và sữa / bọt tạo thành khoảng 150 và 180 ml (5 và 6 fl oz Anh; 5 và 6 fl oz Mỹ).
Các chuỗi nhà hàng cà phê thương mại ở Mỹ thường phục vụ cappuccino dưới dạng đồ uống 360 ml (13 fl oz Anh; 12 fl oz Mỹ) hoặc lớn hơn. Ở Ý, một cappuccino bao gồm 25 ml (1 fl oz Anh; 1 fl oz Mỹ) espresso; phần còn lại của cốc chứa đầy sữa và bọt bằng nhau. Ngoài phạm vi nước Ý, tỷ lệ cà phê espresso, sữa và bọt thường bằng 1/3 mỗi loại.
Cappuccino theo truyền thống thường nhỏ (tối đa 180 ml) với lớp bọt dày, trong khi "latte" truyền thống lớn hơn (200–300 ml). Caffè latte thường được phục vụ trong tách lớn; Cappuccino chủ yếu được đựng trong tách 150–180 ml có tay cầm. Cappuccino truyền thống có một lớp bọt sữa kết cấu dày hơn 1 cm; microfoam là sữa được đánh bọt / hấp trong đó các bọt nhỏ và nhiều đến mức không thể nhìn thấy, nhưng làm cho sữa nhẹ và đặc hơn. Do đó, bọt nhỏ sẽ vẫn còn một phần trên cốc khi cà phê espresso được rót vào đúng cách cũng như trộn đều với phần còn lại của cappuccino.
Giải vô địch Barista Thế giới đã được tổ chức hàng năm kể từ năm 2000, và trong suốt quá trình diễn ra cuộc thi, các barista cạnh tranh phải sản xuất — cho bốn giám khảo cảm quan — trong số các thức uống khác là bốn cappuccino, được định nghĩa trong các Quy tắc và Quy định của WBC như [...]  một thức uống cà phê và sữa phải tạo ra sự cân bằng hài hòa giữa sữa ngọt và cà phê espresso đậm đà  [....]
Cappuccino được pha chế với một tách espresso, sữa có kết cấu và bọt. Độ dày của lớp bọt tối thiểu 1 cm [....] Cappuccino là đồ uống có tổng thể tích từ 150 ml đến 180 ml.

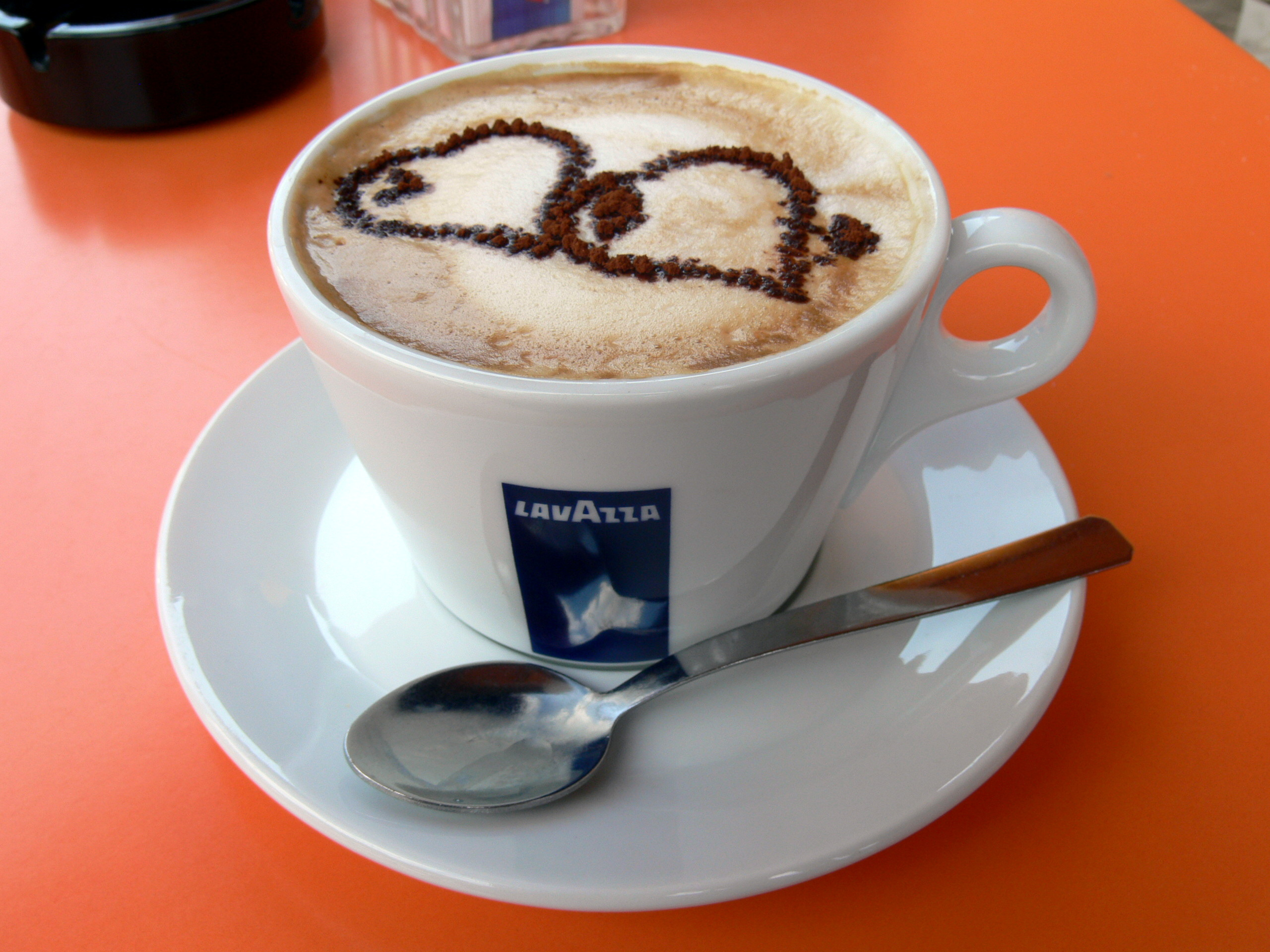
Cappuccino được phục vụ vào bữa sáng ở Ý, đựng trong một tách nhỏ với sô cô la trang trí
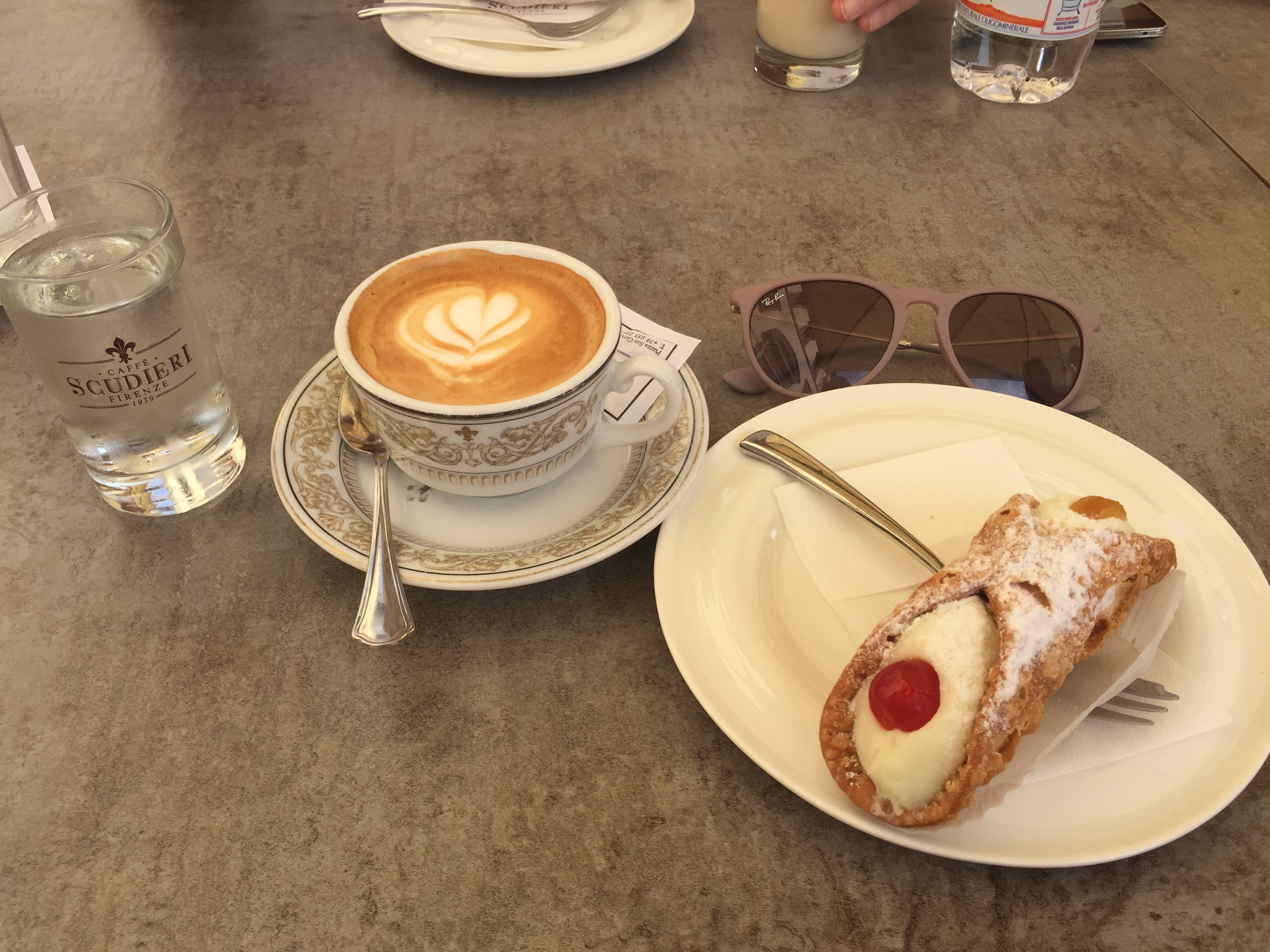
Bữa sáng gồm cappucino và món bánh Cannoli ở Florence

## Lịch sử và từ nguyên
Trong quá khứ, cái tên này có xu hướng đề cập đến sự tương đồng với màu nâu theo thói quen của Dòng Tu sĩ Minor Capuchin. Trên thực tế, nguồn gốc của nó có liên quan mật thiết đến sự phổ biến của cùng một loại cà phê ở châu Âu và đặc biệt là ở Đế chế Áo-Hung của thế kỷ 17-18.
Một truyền thuyết rất phổ biến liên kết tên của ông với câu chuyện về một giáo chủ dòng Capuchin, Cha Marco d'Aviano, một vị chủ nhiệm người Friulian được Giáo hoàng Innocent XI cử đến Vienna vào tháng 9 năm 1683, với mục đích thuyết phục các cường quốc châu Âu thành một liên minh chống lại Người Ottoman Hồi giáo đang bao vây họ. Trong một quán cà phê ở Vienna, lần đầu tiên anh ấy đã "sửa" lại vị quá đậm của cà phê với sữa, và thức uống mới sẽ được đặt biệt danh là kapuziner, hay "cappuccino" trong tiếng Đức.
Mặc dù gọi thức uống thời đó đúng hơn là cà phê sữa đơn giản nhưng không biết mọi chuyện thực sự diễn ra như thế nào. Có lẽ một người có tên là Johannes Theodat, chủ sở hữu của một trong những cửa hàng cà phê Vienna đầu tiên, đã thử nghiệm các loại thức uống cà phê pha chế kiểu mới.
Một giả thuyết khác trên thực tế, Franciszek Jerzy Kulczycki, người vào năm 1685, cũng ở Vienna, đã sở hữu một lượng lớn cà phê bị người Hồi giáo bỏ lại, ông tìm cách làm cho nó ngọt hơn, đã pha chế lại bằng sữa và mật ong; theo truyền thuyết, tương tự cũng sẽ nhúng một biến thể của kipferl, một món tráng miệng có từ thế kỷ 13 và là tổ tiên của  croissant , và có hình dạng giống như lưỡi liềm, do đó, dấu hiệu khinh thường quân Ottoman xâm lược.
Trong suốt thế kỷ 18, đồ uống gọi là là  kapuziner  đã được làm phong phú với các hương liệu mới, gia vị và kem đánh bông lên trên, đặc biệt lan rộng ở Friuli Venezia Giulia và khắp Đế quốc Áo-Hung. Vào cuối cùng thế kỷ đó, thời trang cappuccino chủ yếu tập trung vào việc chuẩn bị thủ công lớp bọt sữa bên trên; nhưng chỉ vào đầu thế kỷ 20, với sự ra đời của những chiếc máy pha cà phê espresso đầu tiên trên thị trường, thức uống này mới bắt đầu có kết cấu như hiện nay, từ công đoạn tạo bọt sữa thông qua vòi phun hơi nước.

## Chuẩn bị
Tại Ý, đồ uống này thường được làm ngọt, thường đi kèm với bánh sừng bò hoặc các loại bánh nướng hoặc bánh ngọt khác. Cappuccino thường bao gồm khoảng 125 mL sữa và 25 mL cà phê. Bọt (hoặc tốt hơn là kem), được chuẩn bị bằng một công cụ cụ thể gọi là máy đánh bọt sữa (montalatte), Tách cà phê hoàn chỉnh phải đẹp, đặc, không có khí và có số lượng bằng khoảng 1/3 tách cappuccino. Đôi khi, để hoàn thiện, người ta rắc thêm cacao hoặc quế.
Có rất nhiều biến thể trên thế giới. Ở Ý các biến thể chính là cappuccino đậm và cappuccino nhạt. Gần đây, các kỹ thuật pha cappuccino hiện đại ngày càng nâng cao tính thẩm mỹ của cappuccino'art coffee hoặc latte art được trang trí bằng các hình vẽ từ sữa rót từ bình (bricchetto hay pitcher). hoặc các công cụ cầm tay.

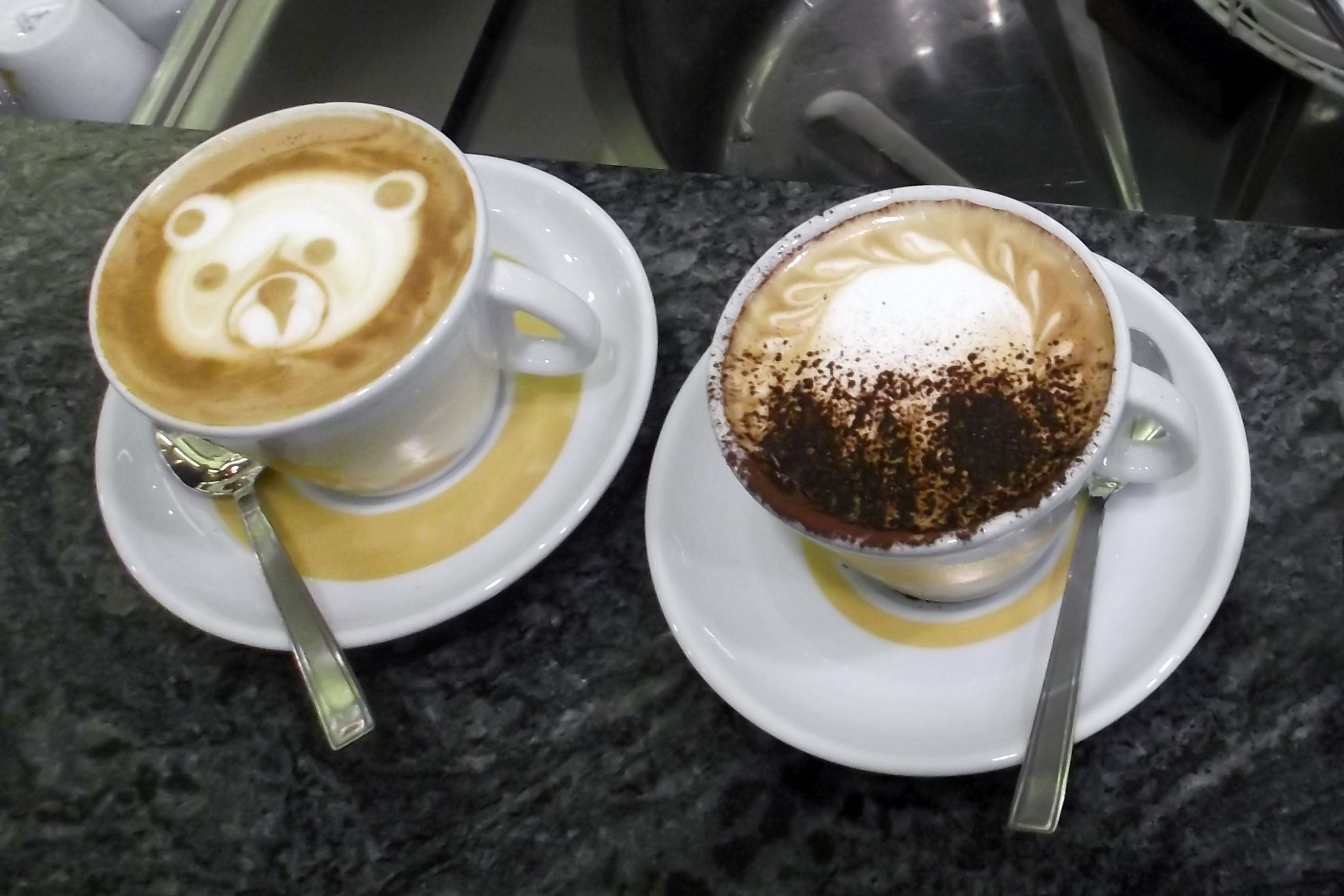
Hai tách cà phê cappuchino được trang trí khác nhau